# William Cranch Bond
William Cranch Bond (Falmouth, Maine 1789-Cambridge, Massachusetts, 29 de enero de 1859) fue un astrónomo estadounidense, pionero de la astrofotografía.

## Semblanza
De profesión relojero, Bond fue un autodidacta que gustaba de estudiar por su propia cuenta en los intereses más variados; después de observar un eclipse (1806) se interesó por la Astronomía e instaló un pequeño observatorio privado que, con el tiempo, sería uno de los mejores de Estados Unidos.
Comenzó a efectuar sencillas observaciones celestes, luego trabajos astronómicos cada vez más importantes que llegaron a impresionar a los responsables de la Universidad de Harvard, quienes le nombraron director del Observatorio de Harvard (Harvard College Observatory) en cuando fue terminado (1847). Con este instrumento pudo, junto con su hijo George Phillips Bond, descubrir Hiperión, una nueva luna del planeta Saturno (10 de octubre de 1846); este descubrimiento lo compartió con el astrónomo inglés William Lassell, ya que ambos equipos trabajaron, independiente pero simultáneamente, la misma noche.
Después de leer en la prensa los éxitos fotográficos de John William Draper (1839), de William Fox Talbot (1844), quien llegó a ilustrar una revista con fotografías y del científico francés Alexandre-Edmond Becquerel, quien fotografió el espectro solar, se interesó vivamente por las posibilidades que la fotografía podrían aportar al estudio de los cielos.
Inició una serie de experimentos, fracasos y éxitos, con los cuales llegó a convertirse en uno de los primeros pioneros de la fotografía celeste (astrofotografía): después de acoplar una cámara fotográfica a sencillos telescopios refractores, con los cuales no obtuvo más que resultados inútiles o mediocres, se le ocurrió instalar la cámara en el foco del telescopio del Observatorio de Harvard. Al ser un instrumento con una lente de 38 cm la cantidad de luz que recibiría la placa, muy poco sensible a la luz, sería mayor acortando los tiempos de exposición. Su primer resultado lo consiguió en la noche del 18 de diciembre de 1849, consiguiendo plasmar sobre una placa fotográfica la accidentada superficie lunar con una exposición de veinte minutos; la fidelidad en el seguimiento automático del telescopio, unido a la finura del grano fotográfico, hicieron de ella una fotografía de calidad: tanta, que su hijo George la llevó a Londres, a la exposición realizada en dicha ciudad, en donde causó sensación al permitir contemplar, finamente representados, los más pequeños detalles lunares.
Requirió la ayuda de un fotógrafo profesional, John A. Whipple, a quien contrató como ayudante: juntos, experimentando con nuevas emulsiones (todavía placas secas) y tiempos de exposición, lograron capturar y fotografiar la brillante estrella Vega en el año 1850. Con la invención del proceso del colodión húmedo (o placas húmedas), en 1851, aumentó espectacularmente la sensibilidad del material fotográfico: de este modo pudo Whipple, en 1857, fotografiar la débil estrella Mizar, en la Osa Mayor con una exposición de solo 80 segundos con el telescopio de 38 cm de Harvard.
Con este instrumento realizó detallados y extensos estudios de las manchas solares, observaciones de la nebulosa de Orión así como profundas observaciones del planeta Saturno, llegando a detectar el nuevo anillo "C"; realizó también extensos experimentos para medir la posición de las estrellas sobre placas fotográficas (1856-1857).
Por sus notables trabajos, experimentos y avances en la fotografía celeste, fue el primer ciudadano estadounidense en ser aceptado como miembro de la prestigiosa Real Sociedad Astronómica Británica en 1849.
Tras su fallecimiento sería su hijo, George Phillips Bond, quien ocupase el cargo de Director del observatorio.

## Artículos
- Observations on Van Arsdale's comet, made at the Observatory of Harvard College, (1854), Astronomical Journal, vol. 3, iss. 68, p. 159-160.
- Zone catalogue of 5500 stars situated between the equator and 0 degree 20' north declination, observed during the years 1852-53, (1856), Annals of Harvard College Observatory, vol. 1, pp. 1-317.
- Observations on the planet Saturn, made with the twenty-three foot equatorial, at the Observatory of Harvard College, 1847-1857, (1857), Annals of Harvard College Observatory, vol. 2.
- Photographical Experiments on the Positions of Stars, (1857), Monthly Notices of the Royal Astronomical Society, Vol. 17, p. 230.
- Entdeckung eines Cometen. Schreiben des Herrn W. C. Bond an den Herausgeber, (1859), Astronomische Nachrichten, volume 49, p. 141.

## Eponimia
- El cráter lunar W. Bond lleva este nombre en su memoria.[2]
- El asteroide (767) Bondia también conmemora su nombre.[3]